# 根元事象
確率論において、根元事象（こんげんじしょう、英語: elementary event）とは、1つだけの結果からなる事象である。原子事象（げんしじしょう、英語: atomic event）ともいう。集合論の観点では、根元事象は単集合である。
根元事象とそれを構成する結果は、単純化するために区別なく記述されることもある。
根元事象の確率が互いに等しいとき、その確率空間を等確率空間という。等確率空間の標本空間は有限集合である。標本空間が無限集合ならば非等確率空間となる。

## 例
- k ∈ N としたときの、全ての集合 {k}。標本空間は S = {1, 2, 3, …}（自然数）となる。
- コイントスを2回行ったときの (H, H), (H, T), (T, H), (T, T)。ここで、Hは表、Tは裏が出たことを示す。標本空間は S = {(H, H), (H, T), (T, H), (T, T)} となる。
- x を任意の実数としたときの、全ての集合 {x}。ここで、X は正規分布の確率変数であり、S = (−∞, ∞) である。この例では、各根元事象の確率が 0 となり、それぞれの根元事象の確率が連続的な確率分布を決定しないことを示している。

## 根元事象の確率
標本空間が高々可算集合の場合は、根元事象は 0 より大きい確率をもつことができる。一方、標本空間が非可算集合の場合には、個々の根元事象の確率は 0 になってしまう。根元事象を非可算個集めた事象に 0 より大きい確率が定義されていると考える。
混合分布の一部には、連続する根元事象といくつかの離散の根元事象の両方が含まれる。このような分布における離散根元事象は、アトム (atom) または原子事象 (atomic event) と呼ばれ、ゼロではない確率を持つことができる。確率空間の測度論的定義の下では、根元事象の確率を定義する必要はない。特に、確率が定義される事象の集合は、 S 上の何らかのσ-集合代数であり、必ずしも全冪集合ではない場合がある。